# 2 ديسمبر
- السبت
- الأحد
- الاثنين
- الثلاثاء
- الأربعاء
- الخميس
- الجمعة

- 298 جمادى الآخرة 1447  هـ
- 309 جمادى الآخرة 1447  هـ
- 110 جمادى الآخرة 1447  هـ
- 211 جمادى الآخرة 1447  هـ
- 312 جمادى الآخرة 1447  هـ
- 413 جمادى الآخرة 1447  هـ
- 514 جمادى الآخرة 1447  هـ
- 615 جمادى الآخرة 1447  هـ
- 716 جمادى الآخرة 1447  هـ
- 817 جمادى الآخرة 1447  هـ
- 918 جمادى الآخرة 1447  هـ
- 1019 جمادى الآخرة 1447  هـ
- 1120 جمادى الآخرة 1447  هـ
- 1221 جمادى الآخرة 1447  هـ
- 1322 جمادى الآخرة 1447  هـ
- 1423 جمادى الآخرة 1447  هـ
- 1524 جمادى الآخرة 1447  هـ
- 1625 جمادى الآخرة 1447  هـ
- 1726 جمادى الآخرة 1447  هـ
- 1827 جمادى الآخرة 1447  هـ
- 1928 جمادى الآخرة 1447  هـ
- 2029 جمادى الآخرة 1447  هـ
- 211 رجب 1447  هـ
- 222 رجب 1447  هـ
- 233 رجب 1447  هـ
- 244 رجب 1447  هـ
- 255 رجب 1447  هـ
- 266 رجب 1447  هـ
- 277 رجب 1447  هـ
- 288 رجب 1447  هـ
- 299 رجب 1447  هـ
- 3010 رجب 1447  هـ
- 3111 رجب 1447  هـ
- 112 رجب 1447  هـ
- 213 رجب 1447  هـ

2 ديسمبر أو 2 كانون الأوَّل أو يوم 2 \ 12 (اليوم الثاني من الشهر الثاني عشر) هو اليوم السادس والثلاثين بعد الثلاثمائة (336) من السنة، أو السابع والثلاثين بعد الثلاثمائة (337) في السنوات الكبيسة، وفقًا للتقويم الميلادي الغربي (الغريغوري). يبقى بعده 29 يومًا على انتهاء السنة.

## أحداث
- 1922 - التوقيع على معاهدة العقير بين سلطنة نجد والمملكة العراقية والكويت والتي تم بموجبها ترسيم حدود الدول الثلاث.
- 1925 -
  - بينيتو موسوليني بتبنِى الفاشية في إيطاليا لتحل محل الديمقراطية.
  - مصر تتنازل عن واحة الجغبوب لليبيا، مقابل ليبيا تتنازل عن السلوم لمصر.
- 1942 - تشغيل أول مفاعل نووي في العالم بمدينة شيكاغو الأمريكية بإشراف العالم الإيطالي إنريكو فيرمي.
- 1947 - وقوع معارك بين العرب واليهود في القدس عقب صدور قرار تقسيم فلسطين.
- 1950 - الجمعية التأسيسية في ليبيا تنتخب الأمير محمد إدريس السنوسي ملكًا على المملكة الليبية.
- 1956 - فيدل كاسترو يصل إلى كوبا على متن قارب بعد حوالي عام قضاه في المنفى بين المكسيك والولايات المتحدة.
- 1957 - بدء العمل في أول محطة نووية لتوليد الطاقة الكهربائية في الولايات المتحدة.
- 1971 - إعلان اتحاد إمارات أبوظبي ودبي والشارقة وعجمان وأم القيوين والفجيرة تحت اسم دولة الإمارات العربية المتحدة، واختيار حاكم إمارة أبوظبي الشيخ زايد بن سلطان آل نهيان رئيسًا لها.
- 1979 - حرق مقر السفارة الأمريكية في العاصمة الليبية طرابلس من قبل حوالي 2000 متظاهر ليبي.
- 1990 - القوات المتمردة في تشاد بزعامة إدريس ديبي تسيطر على العاصمة إنجامينا.
- 2010 - الاتحاد الدولي لكرة القدم / فيفا يعلن عن فوز روسيا بتنظيم بطولة كأس العالم 2018، وفوز قطر بتنظيم بطولة كأس العالم 2022.
- 2012 - إطلاق صحيفة الرؤية الإماراتية بمدينة دبي للإعلام.
- 2015 -
  - تُركيا وقطر توقعان عدَّة اتفاقيات اقتصاديَّة أبرزها مذكرة تفاهم لتصدير الغاز من قطر إلى تركيا.
  - هجوم دامٍ في ولاية كاليفورنيا الأمريكية يسفر عن مقتل 14 شخصا وإصابة 10 آخرين.
  - مارك زوكربيرغ مؤسس فيس‌ بوك وزوجته بريسيلا تشان يعلنان تبرعهما بنسبة 99% من ثروتهما لصالح الأعمال الخيرية بعد أن رزقا بمولود.

## مواليد
- 1009 - عبد الملك بن سراج، عالم مسلم ولغوي أندلسي.
- 1738 - ريتشارد مونتغومري، جندي أمريكي.
- 1825 - بيدرو الثاني، إمبراطور إمبراطورية البرازيل.
- 1859 - جورج سورا، رسام ومصور فرنسي.
- 1885 - جورج مينوت، طبيب أمريكي حاصل على جائزة نوبل في الطب لعام 1934.
- 1895 - هارييت كوهين، عازفة بيانو إنجليزية.
- 1897 - إيفان باغراميان، قائد عسكري سوفيتي أرميني.
- 1901 - رايموندو أورسي، لاعب كرة قدم إيطالي.
- 1907 - نقولا زيادة، مؤرخ لبناني من أصل فلسطيني.
- 1909 - ماريون دنهوف، صحفية ألمانية.
- 1923 - ماريا كالاس، مغنية أوبرا أمريكية.
- 1924 - ألكسندر هيغ، سياسي وعسكري أمريكي.
- 1930 - غاري بيكر، اقتصادي أمريكي حاصل على جائزة نوبل في العلوم الاقتصادية عام 1992.
- 1931 - مازاأكي هاتسومي، مؤسس مركز لتدريب الفنون القتالية.
- 1942 - أنتونين بانينكا، لاعب كرة قدم تشيكوسلوفاكي.
- 1944 - إبراهيم روجوفا، رئيس كوسوفو الأول.
- 1945 - ليزا كروزار، ممثلة ألمانية.
- 1946 - جياني فيرساتشي، مصمم أزياء إيطالي.
- 1949 - شويتشي إيكدا، ممثل أداء صوتي ياباني.
- 1958 - أولادزيمير بارفيانوفيتش، لاعب سوفيتي في رياضة كانو-كاياك.
- 1968 -
  - لوسي لو، ممثلة أمريكية.
  - رينا سوفر، ممثلة أمريكية.
- 1971 - فرانشيسكو تولدو، لاعب كرة قدم إيطالي.
- 1973 -
  - مونيكا سيليش، لاعبة كرة مضرب أمريكية من أصل يوغسلافي.
  - يان أولريش، لاعب سباق دراجات هوائية ألماني.
- 1974 - نواف المرطة، لاعب كرة قدم كويتي.
- 1977 -
  - سييابونغا نومفيتي، لاعب كرة قدم جنوب أفريقي.
  - حمود ناصر، مغني كويتي.
  - مانيا نبواني، ممثلة سورية.
- 1978 - نيللي فرتادو، مغنية كندية.
- 1981 -
  - محمد صخر الماطري، سياسي تونسي.
  - بريتني سبيرز، مغنية أمريكية.
  - دانييل برانيتش، لاعب كرة قدم كرواتي.
- 1983 - دانييلا صوفيا، ممثلة برتغالية.
- 1984 - بيتر ماتي، لاعب كرة قدم هنغاري.

## وفيات
- 1067 - المرجع الطوسي أهم مراجع مسلمي الشيعة ومؤسس حوزة النجف أكبر حاضرة دينية شيعية.
- 1236 - ابن مرج الكحل، شاعر أندلسي.
- 1429 - ابن الجزري، أحد أعلام القراءات.
- 1469 - بييرو الأول دي ميديشي، حاكم فلورنسا.
- 1547 - إرنان كورتيس، مستكشف إسباني.
- 1608 - محب الدين الحموي، عالم مسلم شامي.
- 1814 - ماركيز دي ساد، كاتب فرنسي.
- 1889 - يوسف الأسير الحسيني، فقيه وقاضي شرعي وصحفي ومدرس وشاعر لبناني-عثماني.
- 1918 - إدموند روستان، شاعر ومسرحي فرنسي.
- 1944 - فيليبو توماسو مارينيتي، شاعر إيطالي.
- 1987 - لويس لولوار، عالم كيمياء حيوية أرجنتيني حاصل على جائزة نوبل في الكيمياء عام 1970.
- 1973 - نايف تلحوق، شاعر زجال لبناني.
- 1984 - عمر العرباوي عالم دين مصلح جزائري
- 1992 - نور الدين الأتاسي، رئيس سوريا.
- 1993 - بابلو اسكوبار، بارون مخدرات وسياسي كولومبي، مؤسس وقائد منظمة كارتل ميديلين الإجرامية.
- 1995 - حسن بن عبد اللطيف المانع، فقيه حنبلي ومدرّس ديني سعودي.
- 2008 - ليلى كرم، ممثلة لبنانية.
- 2009 - إيريك وولفسن، مغني اسكتلندي.
- 2011 - عبد الكريم الجهيمان، أديب سعودي.
- 2013 - سليم كلاس، ممثل سوري.
- 2019
  - متعب بن عبد العزيز آل سعود، أمير سعودي.
  - أحمد عبد الرحمن، سياسي فلسطيني، كان أمينًا عامًا لمجلس الوزراء، وعضوًا في المجلس الوطني الفلسطيني، والمجلس الثوري لحركة فتح.
- 2020 -
  - باسل عقل، سياسي ومُفكر فلسطيني.
  - فاليري جيسكار ديستان، رئيس الجمهورية الفرنسية (1974 - 1981).
  - كريم سلمان، لاعب عراقي
- 2021 - عبد الكريم الكابلي، شاعر سوداني.

## أعياد ومناسبات
- اليوم الدولي لإلغاء الرق.
- اليوم الوطني في الإمارات العربية المتحدة.
- اليوم الوطني في لاوس.

## وصلات خارجية
- وكالة الأنباء القطريَّة: حدث في مثل هذا اليوم.
- النيويورك تايمز: حدث في مثل هذا اليوم.
- BBC: حدث في مثل هذا اليوم.